# Плотовец
Плотове́ц — деревня в Бежаницком районе Псковской области. Входит в состав сельского поселения муниципальное образование «Чихачёвская волость».
Расположена на реке Ильзна в 66 км к северу от райцентра, посёлка Бежаницы, и в 10 км к северу от волостного центра, села Чихачёво. Железнодорожная станция Плотовец на линии Новосокольники — Бежаницы — Дедовичи — Дно.

## Население
Численность населения по оценке на 2000 год составляла 44 жителя.